# Solautumn
Solautumn ist eine 2016 gegründete Death- und Funeral-Doom-Band.

## Geschichte
Das anonyme italienische Projekt Solautumn wird seit 2016 von zwei unter Pseudonym agierenden Musikern unterhalten. Die als „Anelhen“ und „Demoon“ agierenden Musiker nahmen im gleichen Jahr ein Demoband auf, das unveröffentlicht blieb, jedoch die Grundlage für das Debüt bildete. Die Gruppe veröffentlichte die Alben Under the Sky of a Dying Heaven 2018 und Autunnaria 2020 als Musikdownload im Selbstverlag über Bandcamp. Nachdem die Band einen Vertrag mit Silent Time Noise einging, veröffentlichte das russische Label beide Alben 2021 als CD.

## Stil
Das verlegende Label Silent Time Noise beschreibt die Musik des Debüts als „Mix aus Atmospheric Death Doom und Funeral Doom“ mit stilistischer Nähe zu Shape of Despair, Draconian und Swallow the Sun. Das zweite Album Autunnaria tendiere indes mehr zum reinen Funeral Doom.

## Diskografie
- 2018: Under the Sky of a Dying Heaven (Album, Selbstverlag; 2021 Silent Time Noise)
- 2020: Autunnaria (Album, Selbstverlag; 2021 Silent Time Noise)